# Quico Cadaval
Quico Cadaval (Ribeira, 1960) és un actor, director, adaptador teatral i narrador gallec, impulsor del moviment de radioteatres sorgit a Galícia en la dècada dels noranta. La seva vida professional gira entorn del teatre, en què ha exercit tant la creació com la direcció d'obres, i també ha escrit guions de pel·lícules i serials dramàtics per a la ràdio. Des del 1993 col·labora en alguns programes de ràdio i televisió com a narrador oral i en activitats com l'Encuentro Internacional de Contadores de Historias. Asociación Amigos do Conto.

## Treballs que va realitzar
- Galicia caníval (2012)/ Director.
- Románticos (2012)/ Director, autor y actor.
- A ópera dos tres reás (2011) / Director.
- Shakespeare para ignorantes (2010) / Director, autor y actor.
- Noite de Reis. Ou o que queirades (2008) / Director. Premio María Casares por mejor dirección
- A miña sogra e mais eu (2004) / Director.
- Máxima audiencia (2004) / Actor.
- O ano da comenta (2004 / Director.
- Entre bateas (2001) / Actor.
- Amor Serrano (1999) / Actor.
- Apaga la luz (1999) / Guionista.
- La rosa de piedra (1999) / Actor.
- Cabeza de boi (1996) / Actor.
- Matías, juez de línea (1995) / Actor.
- Como en Irlanda (1996) / Director
- Días sen gloria (1993) / Director
- O Códice Clandestino (1989) / Autor y director.